# Parc Micaud
Le parc Micaud ou promenade Micaud est un jardin public de Besançon situé au bord du Doubs. Il est baptisé du nom de Jean-Agathe Micaud, ancien maire de Besançon de 1835 à 1843, et initiateur du parc en 1843.

## Historique
En 1830 le projet de ce parc de plus de 3 hectares est établi par la municipalité pour combler des terrains marécageux, un bras du Doubs et l'ancienne île des prés de champ qui faisait face à l'île aux moineaux, dans l'actuel quartier des Chaprais, entre la boucle du Doubs et l'actuel boulevard Édouard Droz.

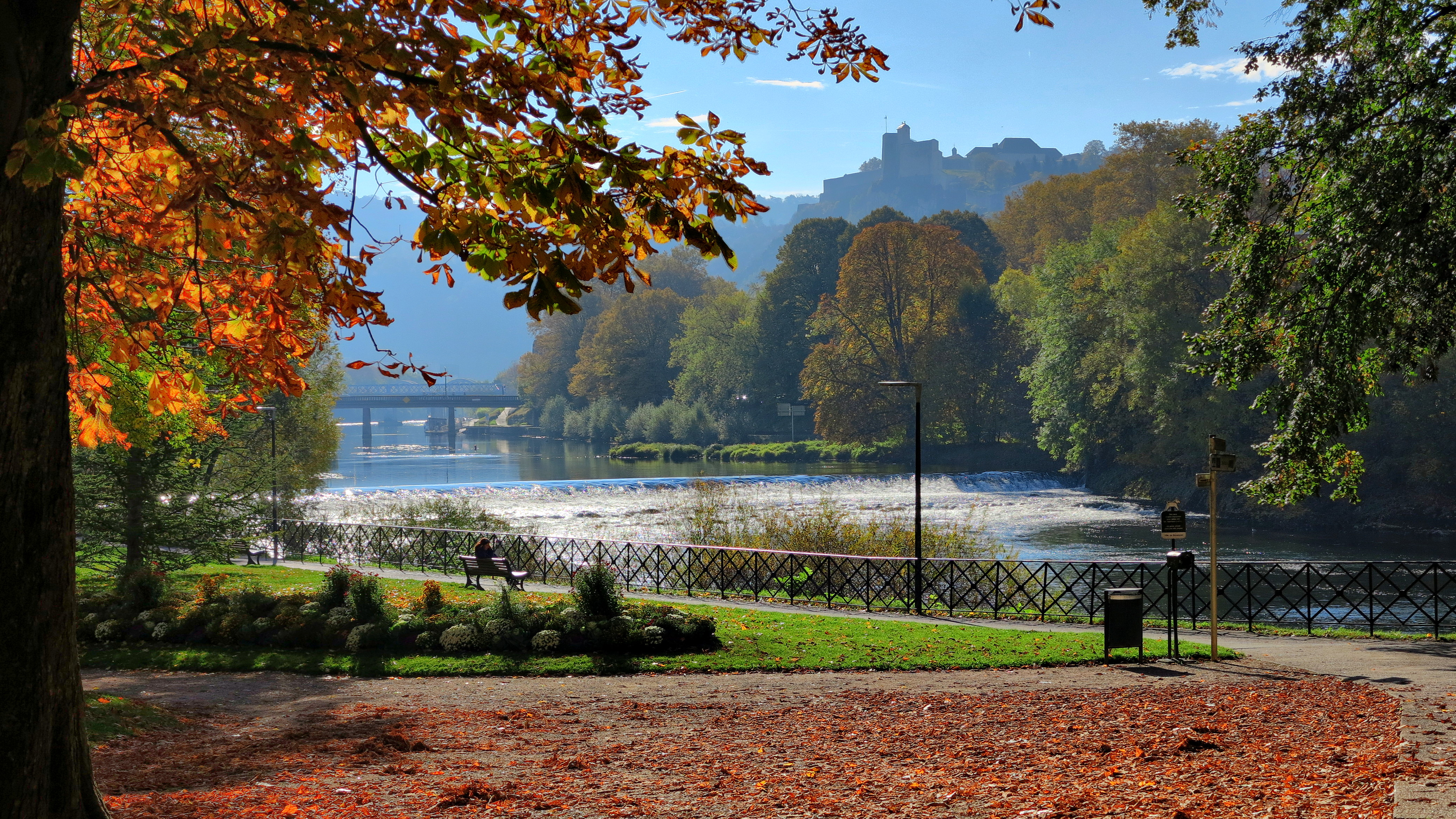
Vue sur la citadelle depuis le parc.
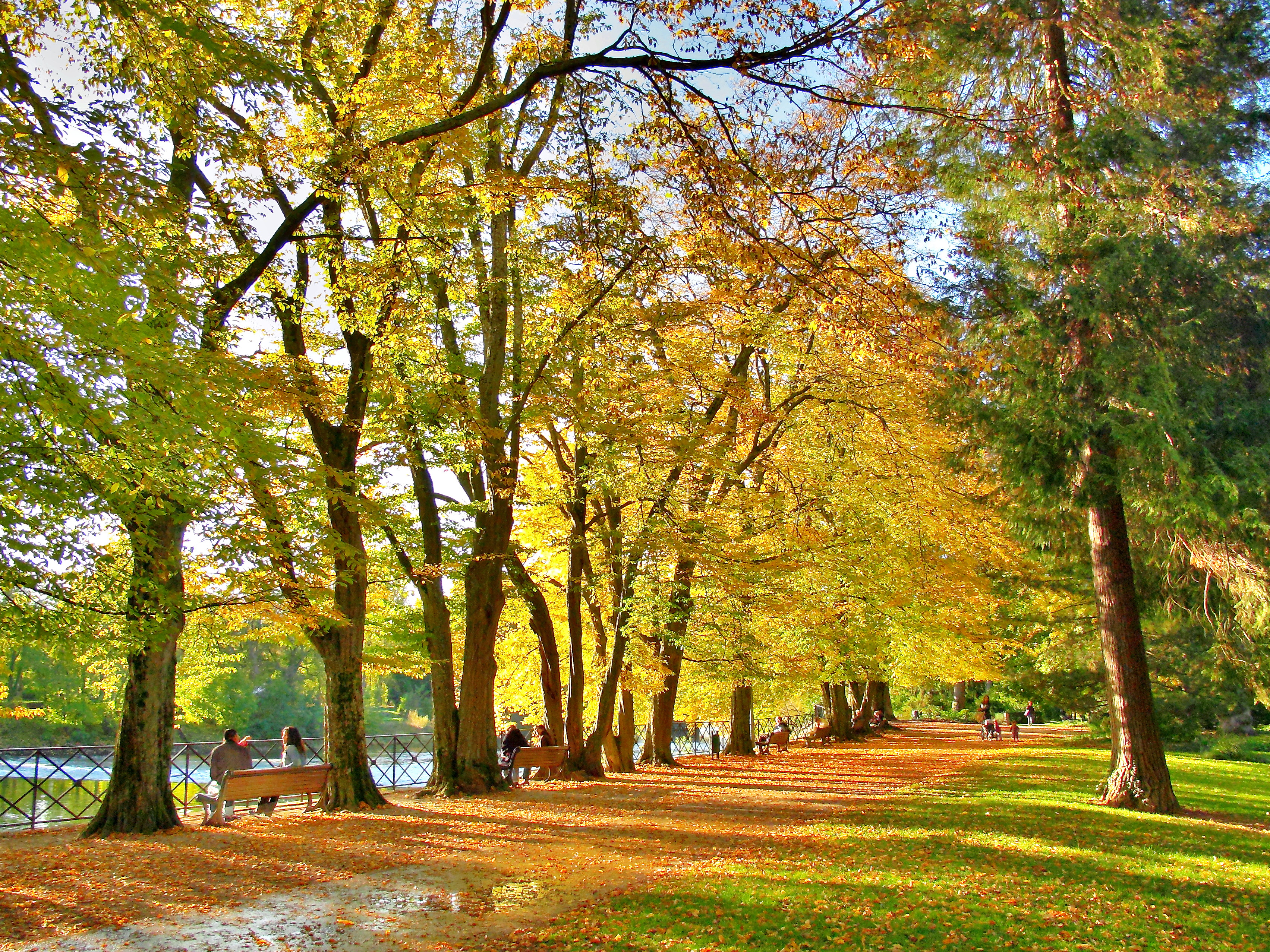
Allée au bord du Doubs.
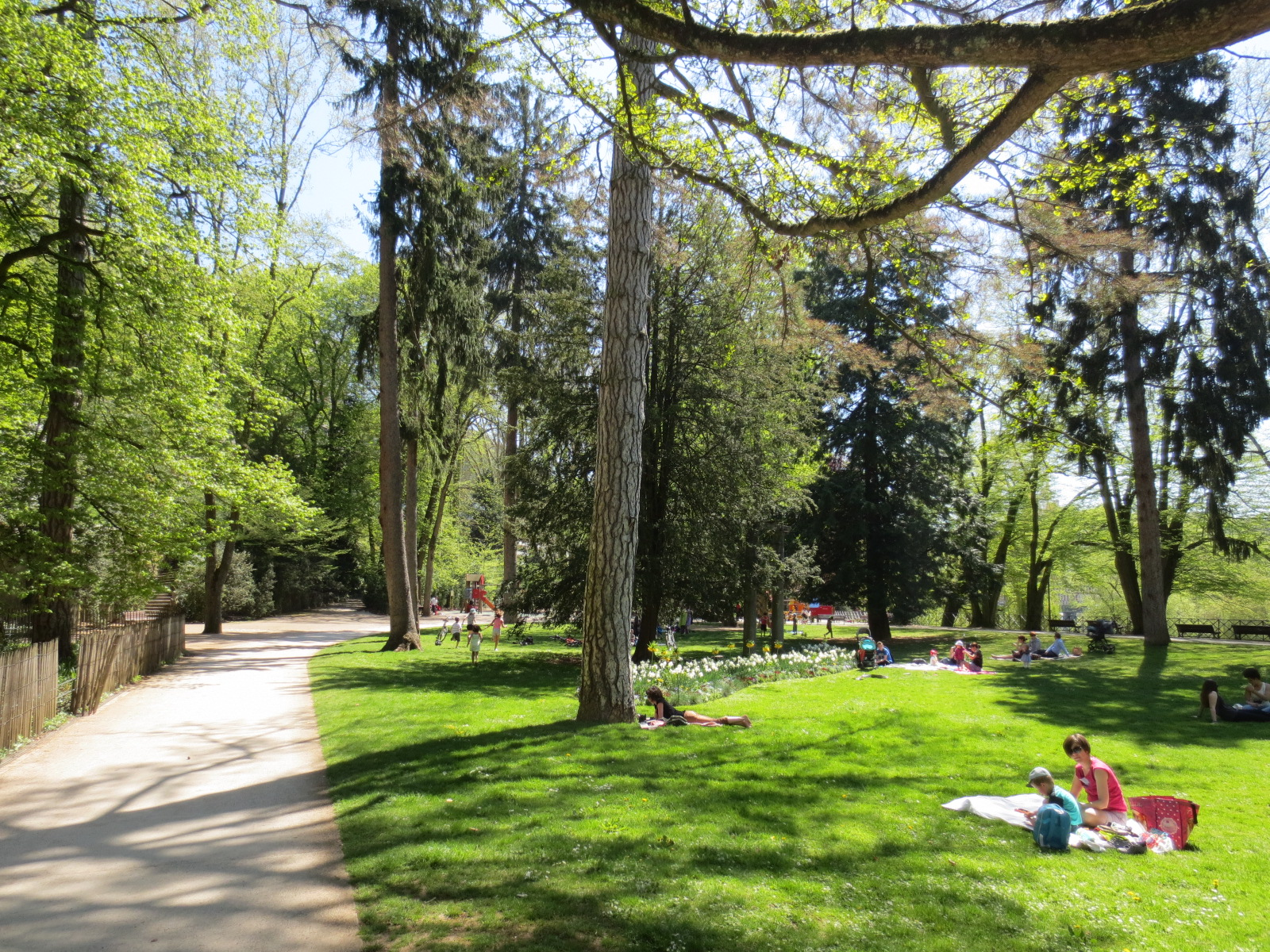
Pelouses.
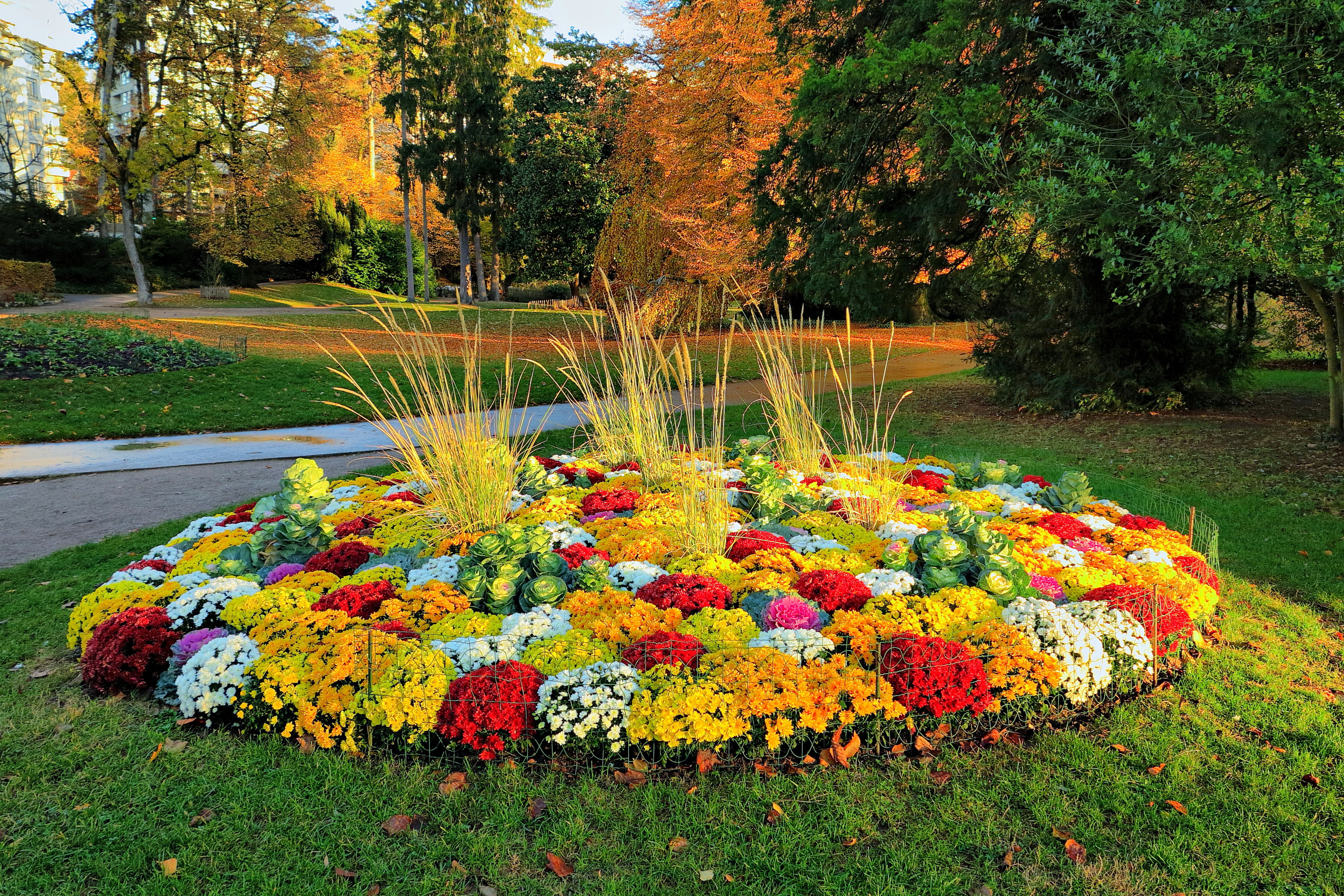
Parterre fleuri.
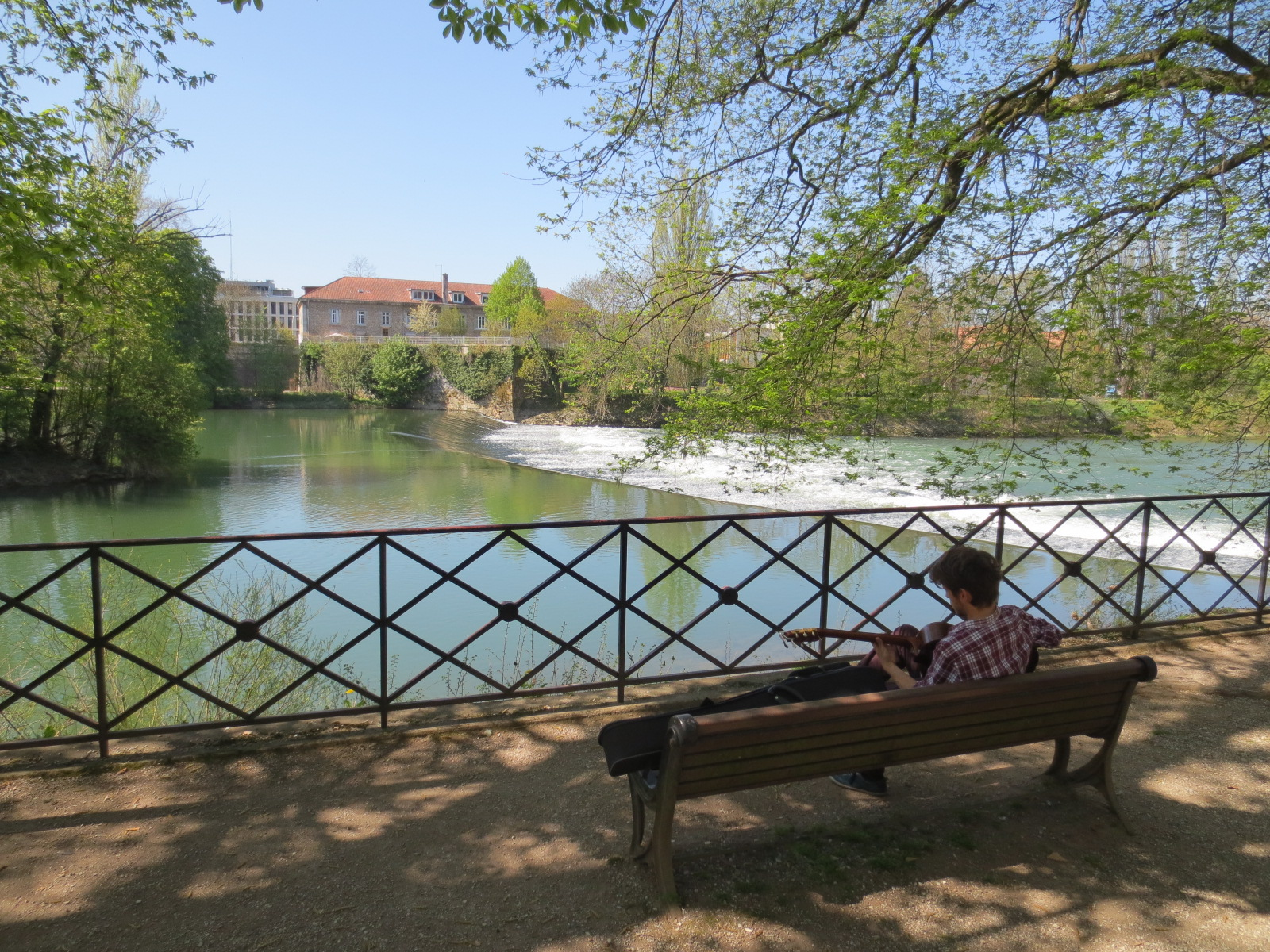
Banc avec vue sur le Doubs.

En 1843, Jean-Agathe Micaud, maire de Besançon de 1835 à 1843, lance l'initiative de ce parc public arboré, verdoyant et fleuri sur les plans de l’architecte franc-comtois Alphonse Delacroix, avec environ 400 arbres parmi lesquels plusieurs spécimens remarquables de magnolia à grandes fleurs, hêtres à feuillage lacinié, tulipiers, paulownias, sophoras, etc. Il comporte également un kiosque à musique du XIXe siècle, un bateau-restaurant, des bassins, une cascade d’agrément, un carrousel et un terrain de jeux pour enfants.

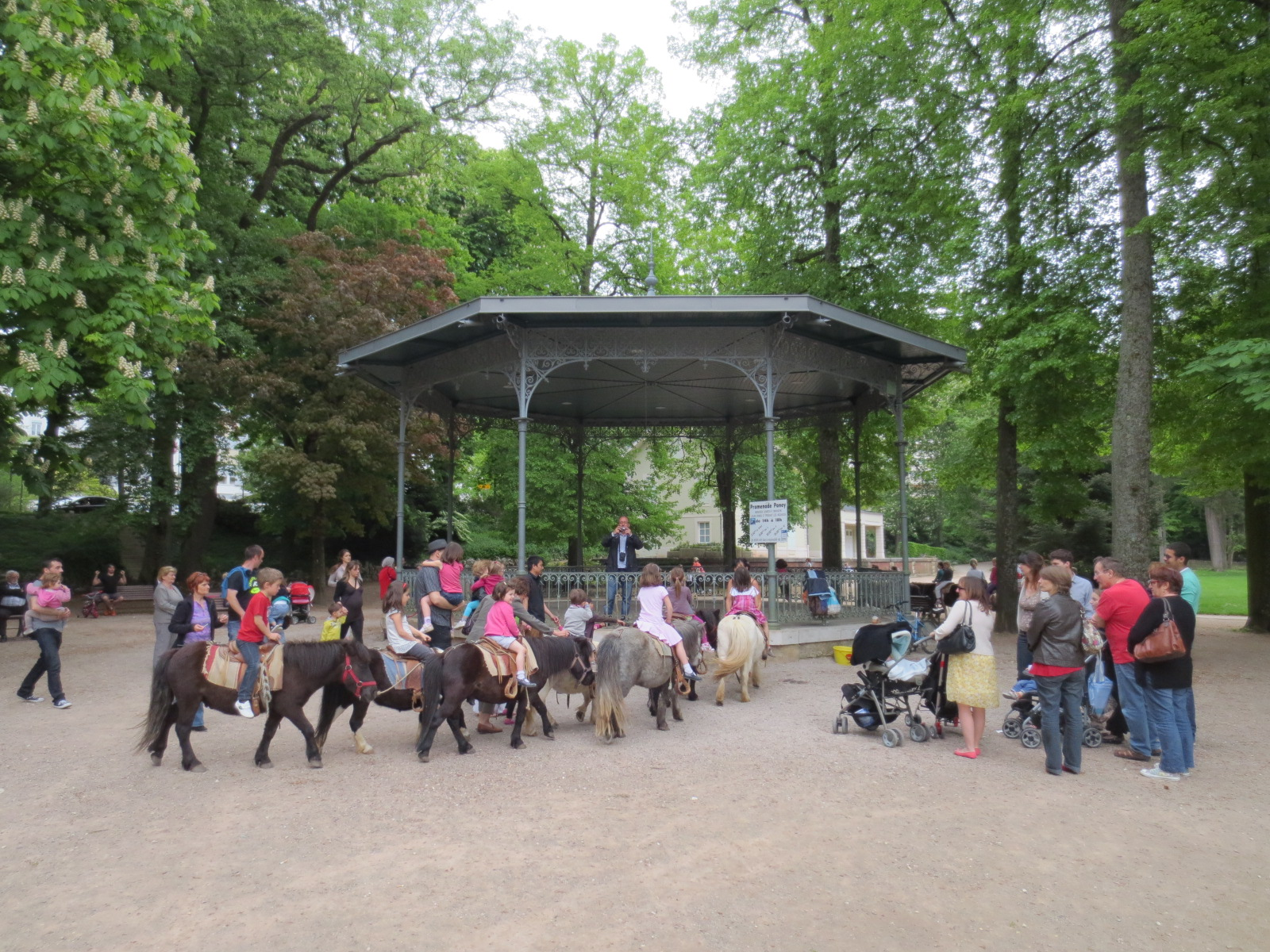
Kiosque à musique.
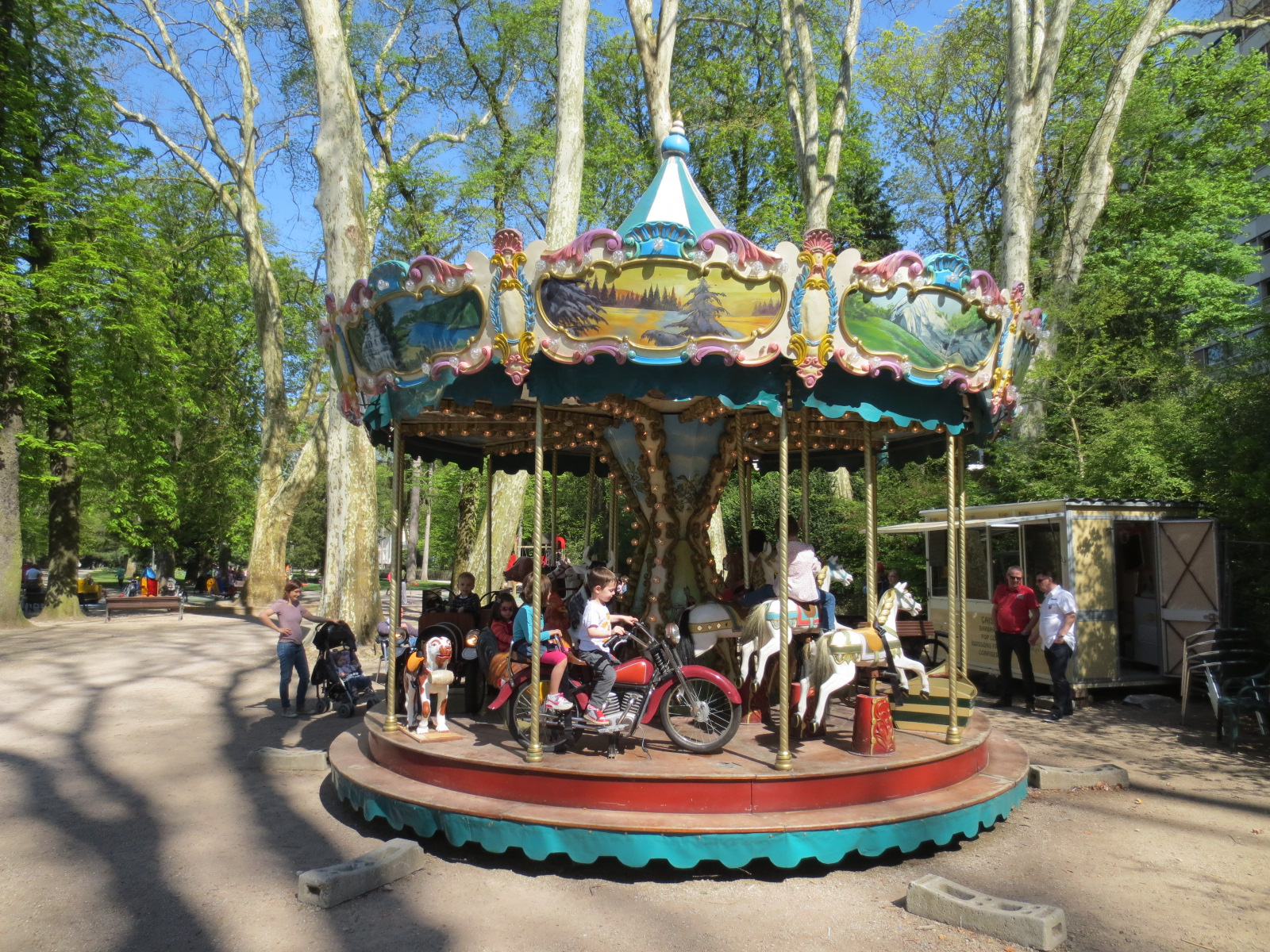
Carrousel.
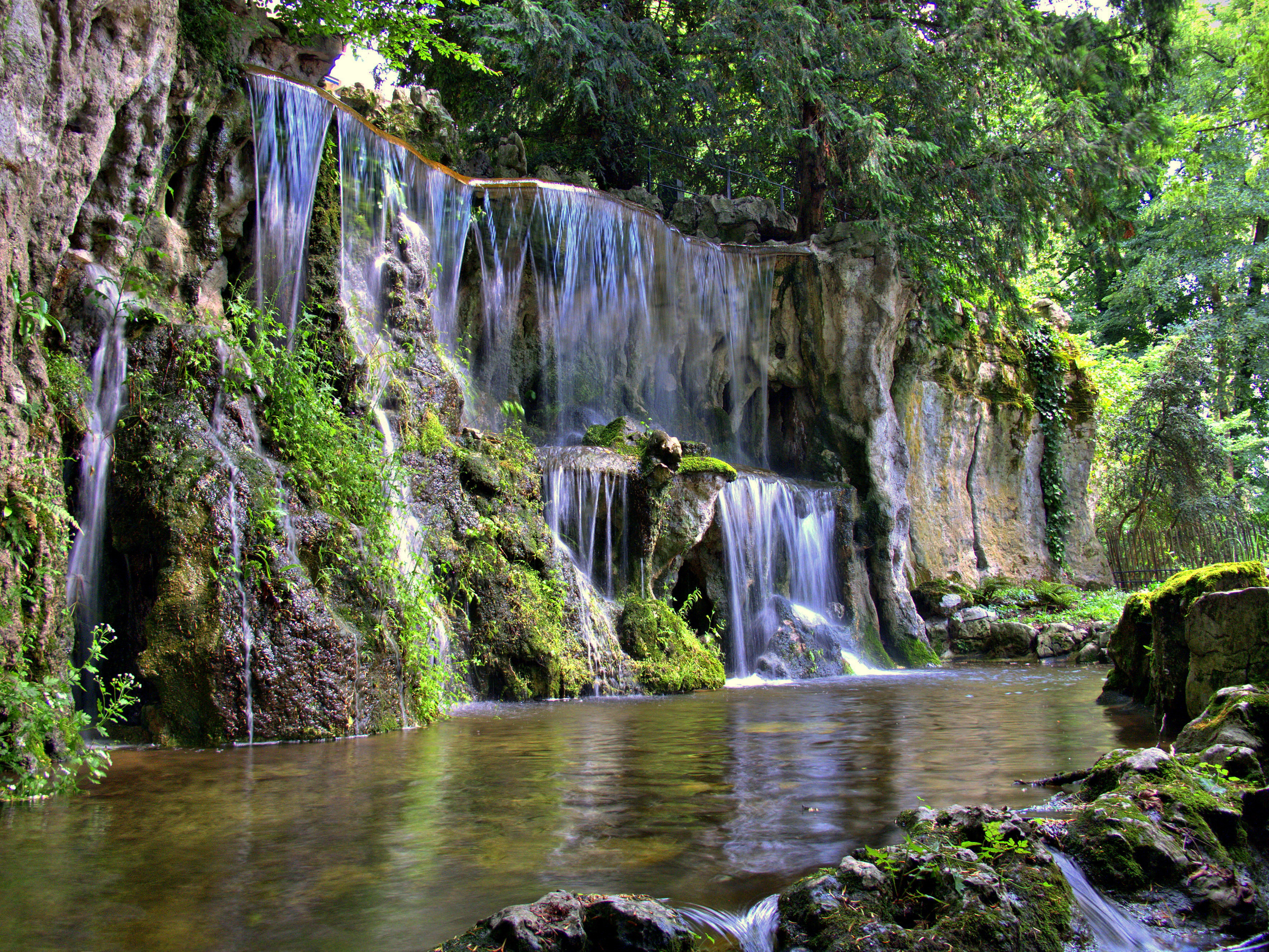
Cascade d'agrément.
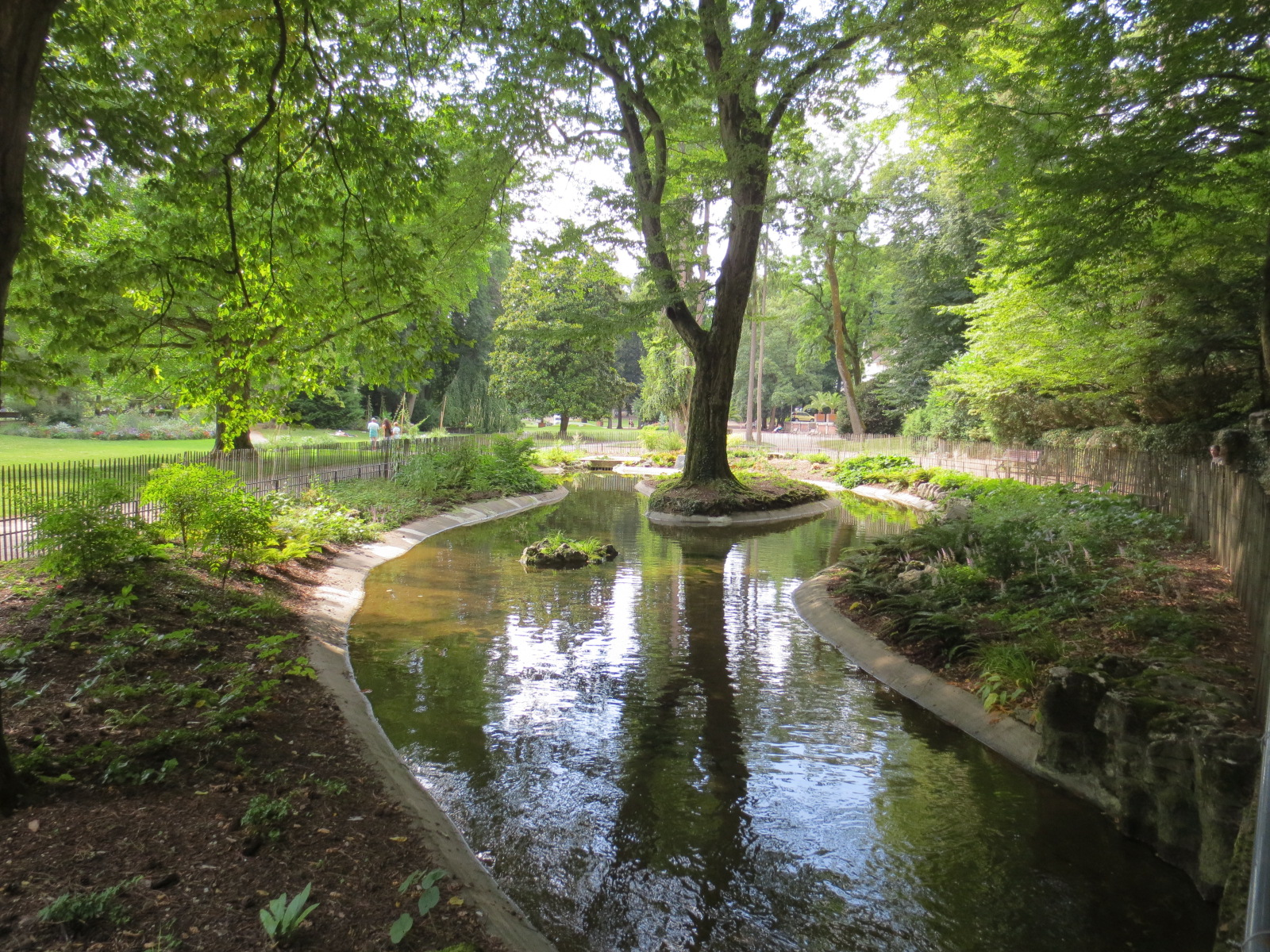
Bassin d'eau.
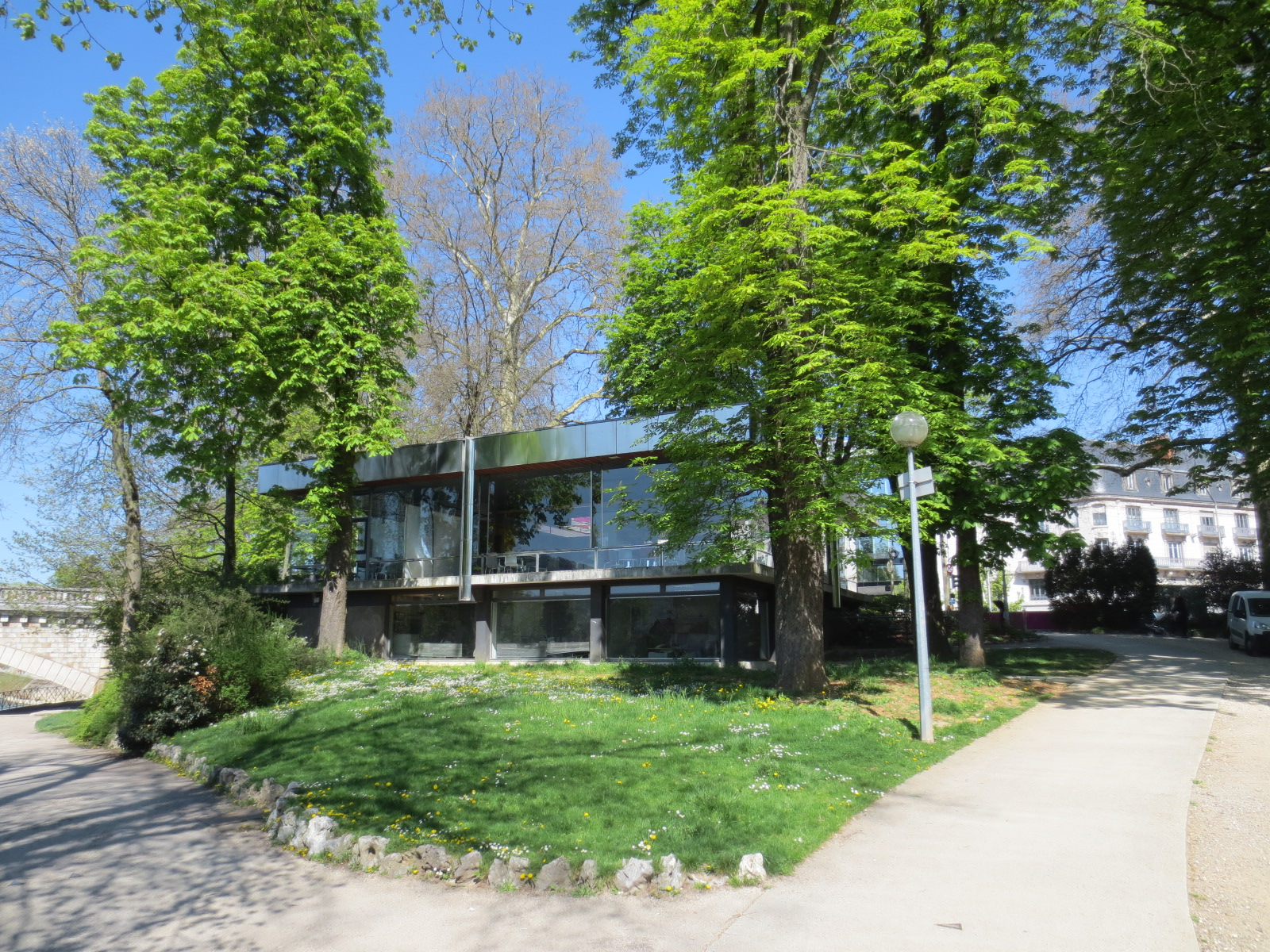
Restaurant.

Voisin du casino de Besançon de l'ancien Besançon-les-Bains, et de la gare de Besançon-Mouillère, le parc prolonge la promenade de l'Helvétie, le long du Doubs, aux portes du centre-ville historique. Il offre une vue privilégiée sur la Boucle, la citadelle de Besançon et la cité des arts et de la culture. Dans les anciens locaux de l'office de tourisme s'est installé depuis septembre 2020 un restaurant gastronomique. Depuis 2009, un passage inférieur mode doux sous l’avenue Edouard Droz permet de relier le parc au nouveau quartier de l'Île aux moineaux.

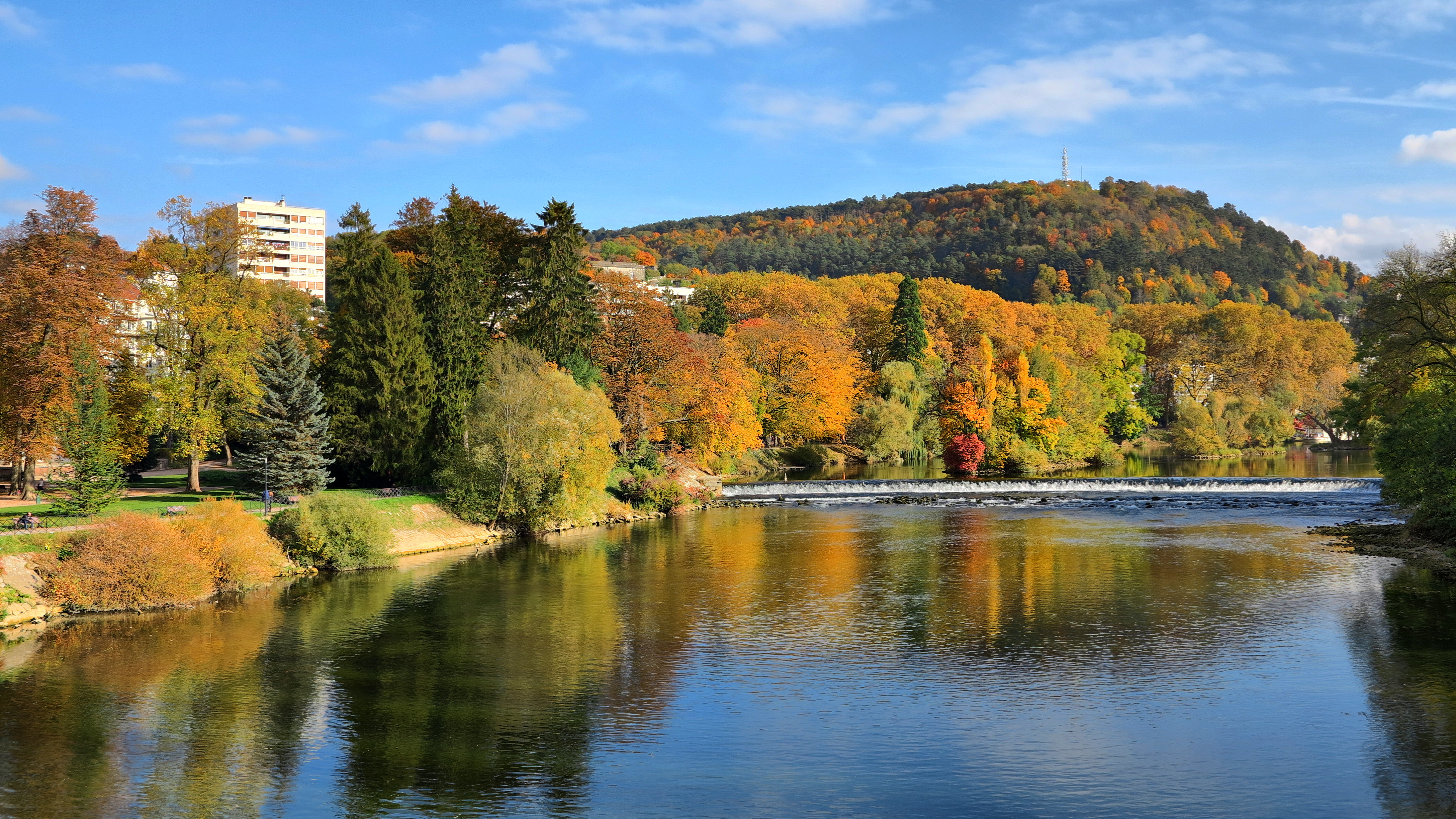
Le parc en automne au bord du Doubs (vue aval).
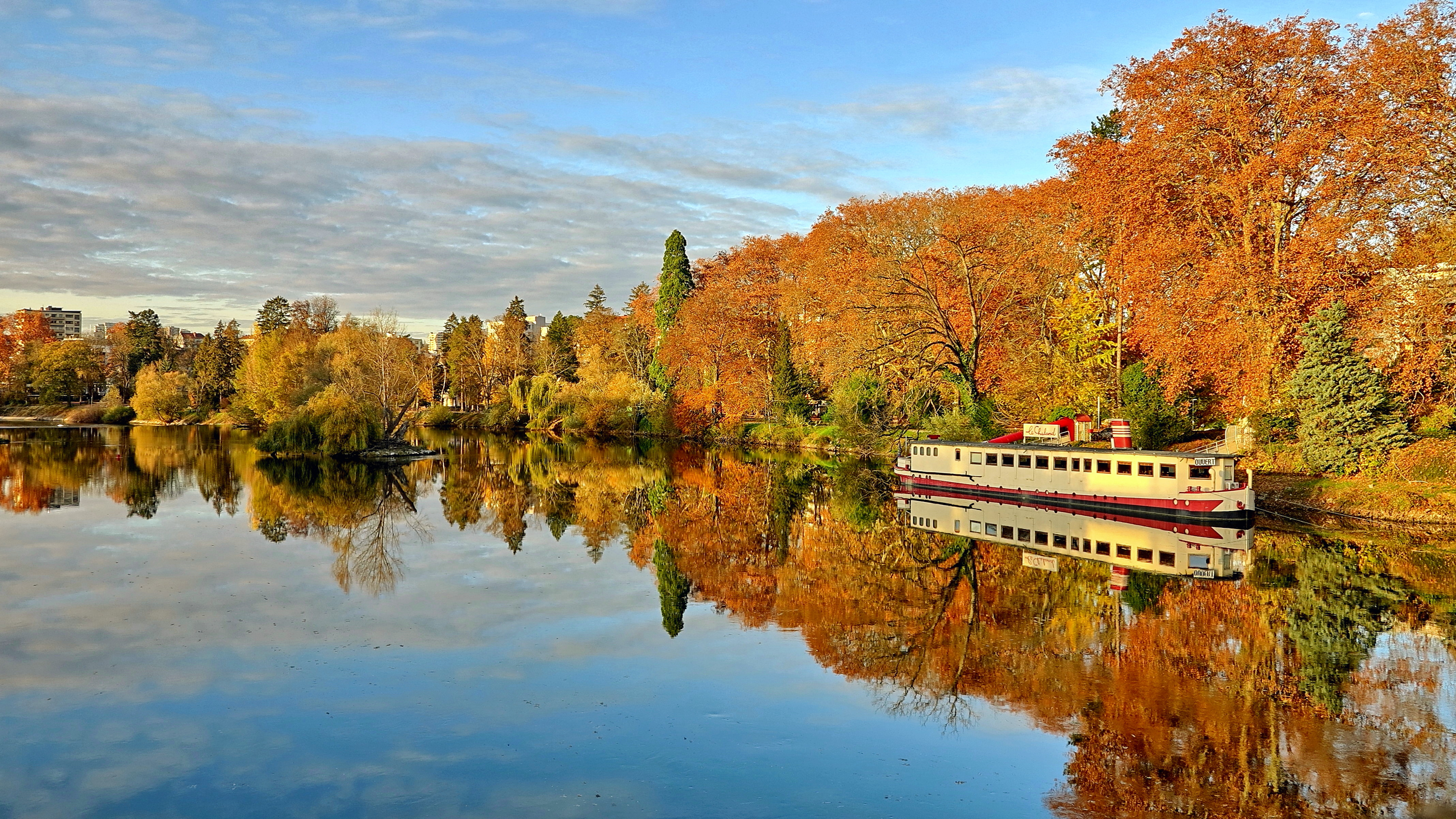
Le parc en automne au bord du Doubs (vue amont).
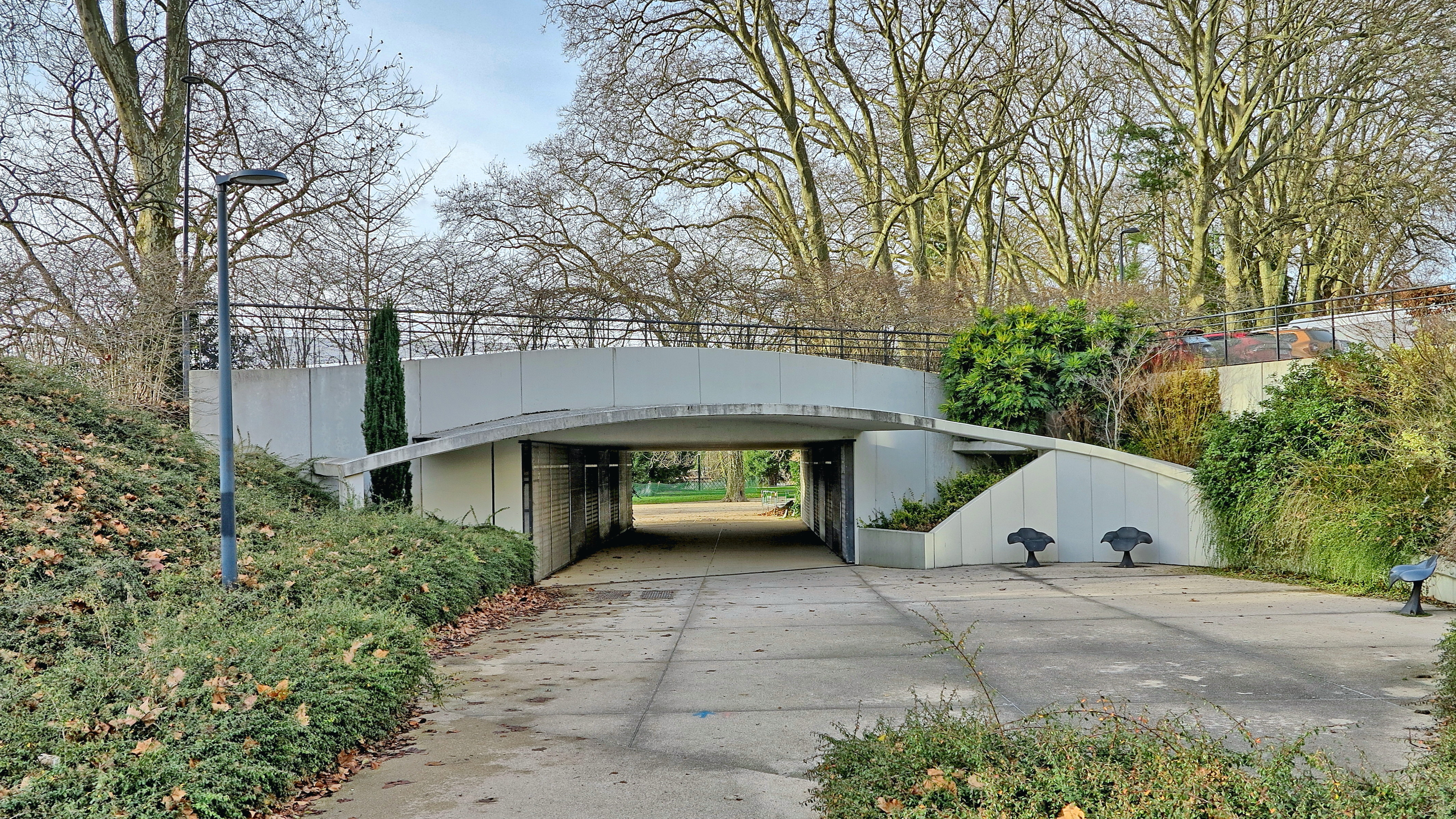
Passage sous avenue Edouard Droz.